# دوايت إدواردز
دوايت إدواردز هو لاعب كرة القدم الكندية كندي، ولد في 16 يونيو 1954 في أبرشية مانشستر في جامايكا.